# Sophienlund (1943)
Sophienlund ist ein 1942 gedrehter deutscher Spielfilm von Heinz Rühmann mit Harry Liedtke, Käthe Haack und Hannelore Schroth in den Hauptrollen. Drehbuchautor Helmut Weiss lieferte gemeinsam mit Fritz von Woedtke auch die gleichnamige Bühnenstück-Vorlage (1941).

## Handlung
Deutschland, im Gutshofmilieu. Auf dem hochherrschaftlichen Landsitz „Sophienlund“ residiert der ebenso erfolgreiche wie wirtschaftlich gut gestellte Schriftsteller Erich Eckberg mit seiner Frau Sigrid und drei Kindern, den Zwillingen Knut und Michael sowie der Tochter Gabriele. Morgen werden Knut, der gern in der Landwirtschaft arbeitet, und Michael, der als Musikstudent das Konservatorium besucht, 21 Jahre alt; damals das Alter, in dem man volljährig wurde. Der Vorabend beginnt mit einem Paukenschlag: Die beiden Jungs erfahren von ihrem Vater, dass nicht etwa ihre „Mutter“ Sigrid sie beide zur Welt gebracht hat, sondern eine gewisse Stella Sörensen, Erichs Gattin aus erster Ehe. Stella starb bereits bei beider Geburt. Auch für Gabriele, die meist Gabi genannt wird, gibt es eine böse Überraschung. Auch sie hat nicht etwa Erich und Sigrid als leibliche Eltern, sondern lediglich Sigrid. Gabi ist, wie man so sagt, die Frucht einer leidenschaftlichen Liebe und zwar mit einem italienischen Zeichenlehrer, der noch vor Gabis Geburt bei einem Unglück ums Leben kam. Als Erich und Sigrid heirateten, beschlossen die Eckbergs selbstverständlich alle drei Kinder wie ihre leiblichen zu behandeln und im trauten Heim auf Gut „Sophienlund“ aufwachsen zu lassen. Nun aber sollte endlich die Stunde der Wahrheit kommen.
Der Schock über die Wahrheit ruft bei jedem der drei schon erwachsenen Kinder sehr unterschiedliche Reaktionen her. Während Gabriele all die neuen Erkenntnisse im höchsten Maße spannend findet, weiterhin aber ihren sozialen Vater nicht weniger lieb haben wird als bisher, bricht für die beiden Jungs die Welt zusammen. Knut ist stinksauer, denn er fühlt sich nach all den Jahren der wohlbehüteten Familiengeheimnisse belogen und betrogen. Er entscheidet für sich, noch am nächsten Tag abzureisen und fortan sein Leben in der Stadt auf eigene Beine zu stellen. Michael reagiert noch dramatischer: Er betrinkt sich hemmungslos und verlangt von seinem Vater, die eigene Ehefrau, also Sigrid, freizugeben, da er sich schon seit geraumer Zeit in die eigene „Mutter“, die ja in Wahrheit nun nicht seine leibliche ist, verliebt habe. Erich ist darüber fassungslos. Gabriele reist derweil Knut nach, denn sie liebt ihren „Bruder“ schon seit langem. Da er nun nicht mit ihr verwandt ist, ist nunmehr alles möglich; auch eine Beziehung der beiden zueinander und sogar eine Eheschließung.
Nach Gabis und Knuts Abreise ist es auf „Sophienlund“ beängstigend still geworden. Musikstudent Michael schmollt vor sich hin, da erhält er Besuch von Birgit Lundquist, die wie er das Konservatorium besucht. Birgit will wissen, was los ist, denn sie hat von ihm ein Telegramm erhalten, in dem er ihr mitteilt, dass er am anstehenden Konzert nicht teilnehmen werde. In Wahrheit hofft sie, ihn endlich für sich erobern zu können, denn sie liebt den jungen Mann, weiß aber nicht, dass dieser sich zur deutlich älteren Sigrid hingezogen fühlt. Die Eheleute Eckberg können es erreichen, dass Michael Birgit wenigstens eine Chance gibt, und so wird das geplante Konzert doch noch stattfinden. Rechtzeitig zur großen Geburtstagsfeier sind alle wieder miteinander auf „Sophienlund“ vereint, und Gabi und Knut verkünden ihre Verlobung. In nur 24 Stunden hat sich der Qualm eines handfesten, familiären Theaterdonners wieder verzogen.

## Produktionsnotizen
Die Dreharbeiten fanden vom 2. September bis zum 11. November 1942 in und um Berlin (UFA-Stadt Babelsberg und Schloss Buckow bei Strausberg) statt. Die Premiere war am 26. Februar 1943 in Berlin (Gloria-Palast und Kosmos-Palast in Berlin-Tegel).
Rühmann und Liedtke hatten kurz zuvor, 1941, bereits bei dem Erfolgsfilm Quax, der Bruchpilot zusammengearbeitet. Auch in seinem nächsten Film, Das Konzert, spielte Liedtke mit Käthe Haack die Hauptrollen, und auch dort traten sie als in Ehren ergrautes Ehepaar auf.
Robert Leistenschneider übernahm die Produktionsleitung, Willi A. Herrmann entwarf die Filmbauten, Manon Hahn die Kostüme. Alfred Zunft zeichnete für den Ton zuständig. Es wird der Musiktitel Mit Musik geht alles besser gespielt.
Die Produktionskosten beliefen sich auf 1,114 Millionen Reichsmark. Nach nur einem Monat Spielzeit spülte dieser Film bereits 249.000 RM in die Kinokassen.
Der Film erhielt das Prädikat „Künstlerisch besonders wertvoll“.
1956 inszenierte Helmut Weiss den Stoff neu unter dem Titel Verlobung am Wolfgangsee. Eine weitere Sophienlund-Verfilmung von Weiss folgte 1963 als deutsche Fernsehproduktion.

## Kritiken
Im Lexikon des Internationalen Films heißt es: „Temperamentvoll inszenierte Komödie mit sympathischen Darstellern.“
Boguslaw Drewniak meinte: „Auch dieser Film war nur für die Anspruchslosen unterhaltsam, aber dennoch ein Publikumserfolg, der fast restlos Heinz Rühmanns Regie – so manche Kritiker – zu verdanken war.“